# Momoka Ariyasu
Momoka Ariyasu (有安杏果, Ariyasu Momoka), est une chanteuse et idole japonaise, née le 15 mars 1995 dans la préfecture de Kyoto (au Japon), ex-membre du groupe populaire japonais Momoiro Clover Z. Elle a notamment participé auparavant à d'autres groupes féminins japonais comme Sister Rabbits en 2004 ainsi que Power Age en 2009.

## Présentation
Momoka Ariyasu est née le 15 mars 1995 dans la préfecture de Kyoto, d'où sont originaires ses parents, mais grandit dans la préfecture de Saitama. Son groupe sanguin est A. Elle mesure 1,48 mètre (c'est la plus petite membre des Momoiro Clover Z). Sa couleur attribuée au sein du groupe est le vert. 

## Biographie
À l'âge d'un an déjà, Ariyasu commence comme modèle dans des magazines pour la petite enfance. Elle est ensuite représentée par l'agence de talent Carotte C&T et apparaît dans des émissions télévisées et de nombreuses publicités, de 1998 jusqu'à 2009.
À partir de 2004, Ariyasu participe régulièrement à Ponkikkids, un programme de la matinée pour les enfants sur Fuji TV Network, en tant que membre de la 2e génération du groupe Sister Rabbits, formé en 1995. Vers la même époque, elle s'inscrit dans une école de chant pour enfants. Les membres de l'école travaillent en tant que danseurs et chanteurs et prennent également des cours de théâtre. Elle devient par la suite actrice, en jouant dans des films et des dramas.
Le 1er novembre 2008, Momoka intègre l'agence de talent Stardust Promotion, et le 2 février, elle quitte le groupe d'idole Power Age de la précédente agence à laquelle elle a brièvement participé,. Trois mois plus tard, en mai, le groupe est dissous. Le 26 juillet 2009, Ariyasu est ajoutée comme sixième membre au groupe d'idoles Momoiro Clover, plus tard renommé Momoiro Clover Z, qui était sur le point de sortir son premier single indie, Momoiro Punch. Elle adopte bien après le vert, comme sa couleur dominante et attribuée au sein du groupe.
Le 9 novembre 2012, Ariyasu est invitée au spectacle d'humour en direct du duo comique Hige Danshaku, au Théâtre Molière de Shinjuku, à Tokyo. Lors de la prestation, Louis Yamada LIII (l'un des membres du duo) révèle qu'il est un grand fan d'Ariyasu et a même nommé sa fille en son honneur, récemment née après.
Le 4 janvier 2016 elle apparaît lors du plus gros show de catch japonais de la New Japan Pro Wrestling, Wrestle Kingdom 10, où elle accompagne le lutteur Jado. 
En octobre 2017, elle sort son premier album, faisant la première membre de Momoclo à sortir un album solo.
Mais le 15 janvier 2018, elle annonce son futur retrait de l'industrie du divertissement, donc son départ de Momoiro Clover Z pour le 21 janvier, souhaitant mener une vie de femme ordinaire.

## Discographie

### En solo
Album
1. 11 octobre 2017 : Kokoro no Oto (ココロノオト?)

Mini album
1. 3 juillet 2016 : Kokoro no Senritsu♪feel a heartbeat (ココロノセンリツ♪ feel a heartbeat?)

### Avec Momoiro Clover Z
Albums
1. 27 juillet 2011 : Battle and Romance
2. 10 avril 2013 : 5th Dimension
3. 5 juin 2013 : Iriguchi no Nai Deguchi
4. 17 février 2016 : Amaranthus
5. 17 février 2016 : Hakkin no Yoake

Singles
1. 11 novembre 2009 : Mirai e Susume! (Momoiro Clover)
2. 5 mai 2010 : Ikuze! Kaitō Shōjo (Momoiro Clover)
3. 10 novembre 2010 : Pinky Jones (Momoiro Clover)
4. 9 mars 2011 : Mirai Bowl / Chai Maxx (Momoiro Clover)
5. 6 juillet 2011 : Z Densetsu ~Owarinaki Kakumei~
6. 6 juillet 2011 : D' no Junjō
7. 23 novembre 2011 : Rōdō Sanka
8. 7 mars 2012 : Mōretsu Uchū Kōkyōkyoku Dai Nana Gakushō "Mugen no Ai"
9. 27 juin 2012 : Otome Sensō
10. 21 novembre 2012 : Saraba, Itoshiki Kanashimitachi yo
11. 6 novembre 2013 : Gounn
12. 8 mai 2014 : Naitemo Iin da yo
13. 30 juillet 2014 : Moon Pride
14. 11 mars 2015 : Seishunfu
15. 29 avril 2015 : "Z" no Chikai
16. 7 septembre 2016 : The Golden History
17. 2 août 2017 : Blast!

### Avec Sister Rabbits
Album
1. Happy Song (ハッピーソング)

## Filmographie

### Films
1. 2004 - Gin no Angel
2. 2010 - Shirome
3. 2010 - Ninifuni

### Dramas
1. 2001 - Doyō Tokushuu Dorama Shijō no Koi ~Ai wa Umi wo Koete~
2. 2001 - Suntory Mystery Taishou Special Toki no Nagisa
3. 2001 - Getsuyō Mystery Gekijou Pet Sitter Sawaguchi Hanako no Jikenbo
4. 2001 - Kayō Suspense Gekijō
5. 2002 - SMAP x SMAP Tokubetsu Hen Saranheyo Ai no Gekijou no Ai no Uta "Kenbo Haseyo ~Shiawase ni Nare yo~"
6. 2002 - Hamidashi Keiji Jonetsu Kei (épisode 359)
7. 2005 - Kindaichi Shonen no Jikenbo SP
8. 2006 - Okusama wa Keishi Sokan
9. 2006 - Gakincho -Return Kids-

### Télévision
1. 2004 - 2005 - Ponki Kids 21

### Musiques-vidéos
1. 2003 - Asuka Hayashi - Chiisa Kimono
2. 2005 - SMAP - Tomodachi e ~Say What You Will~
3. 2008 - EXILE - Choo Choo Train
4. 2008 - EXILE - Kinga Detsutō 999